# Джерард, Кэйтлин
Кэйтлин Джерард (англ. Caitlin Gerard, род. 26 июля 1988) — американская актриса.

## Биография
Джерард родилась и выросла в Лос-Анджелесе, штат Калифорния. Она обучалась в Калифорнийском университете в Лос-Анджелесе, а также параллельно выступала на театральной сцене. Она дебютировала с малой роли в фильме 2010 года «Социальная сеть», а затем сыграла главную в хорроре «Смайли» (2012). В следующем году она была членом основного состава недолго просуществовавшего комедийного сериала MTV «Зак Стоун собирается стать популярным».
В 2014 году Джерард получила одну из центральных ролей в сериале ABC «Американское преступление», премьера которого состоялась 5 марта 2015 года.

## Фильмография
| Год  | Название на русском           | Название на английском       | Роль                   | Примечания             |
| ---- | ----------------------------- | ---------------------------- | ---------------------- | ---------------------- |
| 2010 | Социальная сеть               | The Social Network           | Эшли                   |                        |
| 2010 | Пробуждение                   | The Awakening                | Джессика               |                        |
| 2011 | Ответы ни к чему              | Answers to Nothing           | Француженка            |                        |
| 2012 | Супер Майк                    | Magic Mike                   | Ким                    |                        |
| 2012 | Смайли                        | Smiley                       | Эшли                   |                        |
| 2014 | Я думаю, что я влюблен в тебя | I Think I’m in Love with You |                        | Короткометражный фильм |
| 2014 | Прикарманенная сделка         | Pocket Listing               | Джейн                  |                        |
| 2014 | Плакат                        | Manifesto                    | Натали                 |                        |
| 2014 | Женевьева                     | Genvieve                     | Женевьева              | Короткометражный фильм |
| 2014 | Три листа                     | Three Sheets                 | Стиви                  | Короткометражный фильм |
| 2016 | Томбой                        | Tomboy                       | Джонни                 |                        |
| 2018 | Астрал 4                      | Insidious: The Last Key      | Имоджин Райнер         |                        |
| 2018 | Обитель страха                | The Wind                     | Лиззи Маклин           |                        |
| 2022 | Эвакуаторщик                  | TOW                          | Мэдди Монро/Эбби Монро |                        |

| Год  | Название на русском                   | Название на английском        | Роль        | Примечания                   |
| ---- | ------------------------------------- | ----------------------------- | ----------- | ---------------------------- |
| 2013 | Зак Стоун собирается стать популярным | Zach Stone Is Gonna Be Famous | Эми         | Регулярная роль, 12 эпизодов |
| 2015 | Американское преступление             | American Crime                | Обри Тейлор | Регулярная роль, 11 эпизодов |